# جياني سيميني
جياني سيميني هو مدرب كرة قدم كندي، ويعمل كمدرب رئيسي لفريق تورونتو إف سي 2 في الدوري الأمريكي لكرة القدم نيكست برو .

## اللعب الوظيفي
لعب ويودبرايدولعب أيضًا مع فريق اونتاريو الإقليمي.
من عام 2002 إلى عام 2003، التحق بجامعة أولد دومينيون، ولعب لفريق كرة القدم للرجال. سجل هدفه الأول في 18 سبتمبر 2002 ضد فريق أمريكان إيجلز.